# 利尼奥沃 (新西伯利亚州)
利尼奥沃（羅馬化：Linyovo）是俄罗斯新西伯利亚州的工人村（市级镇），属伊斯基季姆区，地处新西伯利亚州东南部，位于鄂毕河流域别尔季河一支流科伊尼哈河（Койниха）畔，在区行政中心伊斯基季姆及州府新西伯利亚东南方。
该地2021年人口有17,546人；2010年人口20,707；2002年人口21,816；1989年人口22,310。